# Вук Челић
Вук Челић (Нови Сад, 7. новембар 1996) српски је пливач чија специјалност су трке слободним стилом на деоницама од 400, 800 и 1500 метара. Вишеструки је национални првак и рекордер у великим и малим базенима.
Од јесени 2020. такмичи се за пливачку секцију Универзитета Неваде у Лас Вегасу.

## Спортска каријера
Челић је пливањем почео да се бави веома рано, а прве пливачке кораке је направио у пливачком клубу Војводина, у родном Новом Саду. Први запаженији наступ на међународној сцени, имао је на европском јуниорском првенству у Познању 2013, где је заузео високо осмо место у финалу трке на 200 метара слободним стилом. У децембру исте године по први пут је наступио на неком од великих сениорских такмичења, пошто је учествовао на Европском првенству у малим базенима у данском Хернингу (23. место у квалификацијама трке на 1.500 слободно).
Од јуниорске конкуренције се опростио током 2014, учешћима на Европском јуниорском првенству у Дордрехт (8. место на 200 леђно и 11. на 800 слободно) и Олимпијским играма младих у Нанкингу (12. место на 800 слободно). У децембру исте године дебитовао је на Светском сениорском првенству у малим базенима које је одржано у Дохи, остваривши пласмане на 15. и 30. место у тркама на 1.500 и 400 метара слободним стилом.
На светским првенствима у великим базенима је дебитовао у Казању 2015, где се такмичио у четири дисциплине. У квалификацијама трке на 200 леђно заузео је 33. место, на 800 слободно је био 29, а на 1.500 слободно 33. учесник квалификација. Пливао је и за српску штафету на 4×200 слободно (у саставу Шорак, Стјепановић, Николић, Челић) која је у квалификацијама заузела 18. место 7:20,29 минута. У децембру исте године, на Европском првенству у малим базенима у Нетањи заузео је високо осмо место у финалу трке на 1.500 слободно.
Први наступ на европским првенствима у великим базенима је имао у Лондону 2016, где није остварио неке запаженије резултате. У децембру 2016, на Отвореном првенству Србије у Новом Саду освојио је две златне медаље у тркама на 200 леђно и 400 слободно, односно треће место у трци на 200 слободно. Сличне успехе остварио је и неколико месеци касније на првенству одржаном у Београду — злата на 200 леђно и 1.500 слободно.
На свом другом узастопном учешћу на светским првенствима у великим базенима, у Будимпешти 2017, учествовао је у квалификацијама трке на 200 леђно , које је окончао на 25. месту.
Једино велико такмичење на коме је учествовао током 2018. је било Европско првенство у Глазгову, где је наступио у квалификацијама трке на 1.500 метара слободним стилом. Његов резултат од 15:11,52 минута био је довољан за укупно 13. место.
Челић је на пливачком митингу у Риму одржаном 23. јуна 2019. испливао нови национални рекорд Србије у дисциплини 800 метара слободно у времену 7.53,76 што је уједно била и квалификациона норма за Летње олимпијске игре 2021. у Токију.
На свом трећем узастопном учешћу на светским првенствима у великим базенима, у корејском Квангџуу 2019, такмичио се у три дисциплине. У појединачним тркама је заузео 23. место на 800 слободно и 24. место на 1.500 слободно, док је српска штафета на 4×200 слободно за коју је пливао трећу измену (заједно са Стјепановићем, Бобаром и Барном) заузела 19. место уз нови национални рекорд од 7:15,31 минута. Годину је завршио на десетом месту трке на 1.500 слободно на Европском првенству у малим базенима у Глазгову.